# USS Preston (DD-379)
DD 379 Preston (Корабль соединённых штатов Престон) — американский эсминец типа «Мэхэн».
Заложен на верфи Mare Island Navy Yard 27 октября 1934 года. Спущен 22 апреля 1936 года, вступил в строй 27 октября 1936 года.
15 ноября 1942 года тяжело повреждён артиллерийским огнём японских лёгкого крейсера «Нагара» и эсминца близ острова Гуадалканал, оставлен экипажем, позднее затонул.
Из ВМС США исключён 28 января 1947 года.